# Nettoformue
Nettoformue (engelsk Net worth) er værdien af alle ikke-finansielle og finansielle aktiver, der er ejet af en person eller en institution minus værdien af alle udestående gældsposter.
Da finansielle aktiver minus udestående gældsposter er det samme som netto finansielle aktiver, kan nettoformue også udtrykkes som ikke-finansielle aktiver plus netto finansielle aktiver. Det kan gælde for virksomheder, individuelle personer, regeringer eller økonomiske sektorer som finansselskaber eller hele lande.